# گرافیتی فیزیکی
«گرافیتی فیزیکی» (به انگلیسی: Physical Graffiti) آلبومی از لد زپلین است که در ۲۴ فوریه ۱۹۷۵ منتشر شد.